# Aleksandr Dolgopólov
Aleksandr Aleksándrovich Dolgopólov (en ruso: Алекса́ндр Алекса́ндрович Долгопо́лов, en ucraniano: Олекса́ндр Олекса́ндрович Долгопо́лов; Kiev, 7 de noviembre de 1988) es un extenista profesional ucraniano. Su superficie preferida es el polvo de ladrillo, a pesar de que también juega muy bien en canchas rápidas. Es profesional desde 2006 cuando debutó en el Torneo de Bucarest y además es representante de su país en el equipo ucraniano de Copa Davis. En el Abierto de Australia 2011 hizo una gran actuación llegando a cuartos de final, después de eliminar a Jo-Wilfried Tsonga en tercera ronda y a Robin Söderling en la cuarta. En cuartos de final perdió con Andy Murray.

## Vida personal
Alex (Oleksandr) Dolgopólov nació el 6 de noviembre de 1988, en Kiev, actual Ucrania, entonces aún Unión Soviética. Su padre, Oleksandr Dolgopólov Sr es un extenista profesional, su madre, Yelena, es una exgimnasta que ganó una medalla de oro y una medalla de plata en los Campeonatos de Europa. Alex también tiene una hermana menor, llamada María. Cuando Alex nació, su padre era entrenador de Andréi Medvédev. Cuando era muy chico, Aleksandr y su familia se instalaron en Nueva York, Estados Unidos, y Alex empezó a jugar tenis a la edad de tres años. Desde ese entonces, su padre ha sido su entrenador principal.
Desde 2009, Alex contrató al entrenador australiano Jack Reader. Juntos lograron subir más de 300 puestos en el ranking ATP en menos de un año.
Sus golpes de tenis son más agresivos en canchas duras. En el pasado él prefería jugar en tierra batida, con el fin de prevenir lesiones en las rodillas. Una vez que terminó de crecer, sus rodillas se hicieron fuertes y estables y está en condiciones de competir en canchas duras durante períodos de tiempo más largos. Actualmente, utiliza raquetas Wilson y ropa Joma.
Entre sus aficiones, están las carreras de coches, al volante de su Subaru STI y los videojuegos. Su ambición es ser el número 1 del ranking ATP. Él asegura que su padre es la persona más inspiradora de su vida, y que gracias a él se ha convertido en el jugador de tenis que es.
Aleksandr sufre de una enfermedad hereditaria llamada síndrome de Gilbert, que afecta al hígado y a la sangre. Esto le provoca mucha fatiga. Su condición puede empeorar cuando tiene que viajar a largas distancias en avión. Él necesita inyecciones de medicación por medio intravenoso y una dieta supervisada para volver a ponerse en forma.[cita requerida]
Desde octubre de 2012 y después de tres años juntos en el circuito, Aleksandr y su entrenador Jack se separaron en buenos términos y Dolgopólov volvió a entrenar bajo la tutela de Dolgopólov Sr.

## Carrera profesional

### 2005-2009
Luego de empezar a jugar tenis desde los 3 años, Aleksandr aún era entrenado por su padre. En 2005, hizo sus primeras apariciones en Torneos ITF Junior y Futures, en los cuales su máximo logro fue alcanzar los cuartos de final en el Future de Ucrania F3, diputado en la ciudad de Ilichovsk, en la modalidad de dobles junto con su compañero Iván Serguéiev, pero sin duda su mayor éxito fue llegar a cuartos de final en Roland Garros Junior. También participó en algunos Futures en individuales, pero no pudo superar la segunda ronda de ninguno. Además, disputó su primer Challenger, y lo hizo en dobles junto a Serguéi Bubka, con quien perdió en la primera ronda. Ese año, alcanzó el puesto 21 en el ranking mundial junior en octubre con tan solo 16 años.
Ya en 2006, a la edad de 17 años, Alex demostró que había llegado a la madurez tenística y a la consistencia que se necesita para ganar un torneo, y lo demostró ganando cinco torneos Futures, uno en Egipto, dos en Ucrania, otro en Bielorrusia y, por último, uno en Italia. Además ganó el Future de Bielorrusia F1 en dobles junto a Serguéi Tarasevich. Gracias a esto se instaló dentro de los 400 mejores del ranking mundial del tenis. Disputó por primera vez en un torneo Challenger en individuales en el mes de julio en Rímini, Italia, aunque cae en primera ronda. Pero su mayor logro este año fue su debut como profesional en septiembre en el Abierto de Bucarest. Sin embargo, perdió en la primera ronda contra el belga Christophe Rochus por 2-6, 6-7(5). A pesar de esto, una semana más tarde fue seleccionado para jugar por primera vez en su carrera en el equipo ucraniano de Copa Davis, pero no fue capaz de evitar la derrota de su país contra Gran Bretaña por 2-3 al ser derrotado por Andy Murray por 3-6, 4-6, 2-6. Dolgopólov terminó el año llegando a las semifinales del Challenger de Dnipropetrovsk, disputado en Ucrania, donde le ganó en primera ronda a Bohdan Ulihrach por 6-3, 6-2, en segunda ronda a Filippo Volandri por 6-4, 6-4, y ya en cuartos de final ganó a Stefan Koubek por 6-2, 6-4; pero finalmente fue derrotado por Benjamin Becker por 6-2, 4-6, 0-6, poniendo fin a un año de grandes avances.
En 2007, Aleksandr Dolgopólov comenzó el año intentado acceder al cuadro principal de Doha, pero no lo logró tras perder en la Ronda clasificatoria. Disputó por primera vez en su carrera un partido de Grand Slam cuando jugó la ronda clasificatoria del Abierto de Australia, aunque perdió el partido y no logró acceder a la primera ronda. Corrió la misma suerte en Costa do Sauipe, eliminado en la fase de clasificación por Marcos Daniel por 7-5, 6-7(4), 3-6.
Fue convocado otra vez para disputar la Copa Davis para su país, esta vez contra Grecia, y volvió a caer nuevamente ante Alexandros Jakupovic por 6-7(3), 3-6, 5-7. VFue derrotado de nuevo en la ronda clasificatoria del Torneo de Casablanca, pero finalmente superó esa instancia en Pörtschach, aunque finalmente caería derrotado en primera ronda por Luis Horna por 3-6, 0-6. Intentó acceder al cuadro principal de Roland Garros, pero no lo logró y se despidió en la calificación. A la semana siguiente, ganó su primer Challenger en Sassuolo, Italia, ganándole la final al español Héctor Ruiz-Cadenas por 6-1, 6-4. Luego de esto, intentóacceder a los cuadros principales de Sopot, Bucarest, Metz y San Petersburgo, pero en ninguno de ellos consiguió acceder a la primera ronda.
En la modalidad de dobles, sus mejores actuaciones fueron las semifinales alcanzadas en el Challenger de Roma, jugando con Giancarlo Petrazzuolo, y en el Challenger de Eckental, que tuvo lugar en Alemania, jugando con Ígor Kunitsyn. Gracias a estos avances, Alex llegó a la posición número 177 del ranking mundial.
El 2008, fue sin dudas, uno de los peores años para Dolgopólov. Durante el 2008, apenas pudo entrar en los cuadros principales de los torneos, tras perder la mayoría de sus partidos en las rondas de calificación. Jugó las calificaciones de Adelaida, del Abierto de Australia, de Marsella, de Roland Garros, de Moscú y de San Petersburgo, pero en ninguno de ellos pudo acceder a primera ronda. Debido a esto, cayó al puesto número 470 del ranking en el mes de septiembre. Sus actuaciones más sobresalientes del año fueron las semifinales alcanzadas en los Futures de Italia F10, diputado en Italia y de Rusia F4, jugado en Rusia. Además de las semifinales alcanzadas en el Challenger de Trnava, en Eslovaquia. En dobles, cayó en la final del Future de Italia F10, junto con Denís Matsukevich. Pero luego se tomó revancha y se consagró campeón del Future de Rusia F4, jugando con Artem Smirnov, con quien le ganó a Aleksandr Krasnorutski y Denís Molchanov por 6-0, 3-6, 10-8. De esta manera, Dolgopólov le puso fin a una muy mala temporada, en donde no cosechó ningún título en individuales y terminó en una posición en el ranking inferior a la del año anterior.
La temporada 2009 no empezó muy bien para Alex. Prácticamente empezaba de igual manera que toda la temporada pasada. Comenzó el año perdiendo en la segunda ronda clasificatoria del Abierto de Australia. Pasó casi medio año hasta que consiguió avanzar más allá de la segunda ronda de un torneo, y lo hizo en el Challenger de Poznań, en Polonia, donde cayó en semifinales, derrotado por Yuri Schukin por 6-7(5), 4-6. A partir de este momento, Dolgopólov resurgió tras un año y medio sin títulos. Se consagró campeón de los Challengers de Orbetello y Como, ambos disputados en Italia y sobre tierra batida. Además, ganó el Challenger de Trnava, jugado en Eslovaquia. También fue finalista del Challenger de Szczecin en dobles, junto con Artem Smirnov. Su mayor logro de este año ocurrió en octubre, cuando consiguió su primera victoria como profesional en el torneo de San Petersburgo con su triunfo sobre Robby Ginepri por 6-2, 1-0 y retiro, aunque perdería en la ronda siguiente ante Horacio Zeballos por 3-6, 1-6. Aleksandr Dolgopólov terminó el año en su mejor posición hasta ese momento, llegando al puesto número 131 del ranking.

#### Torneos disputados
| N.º | Fecha                    | Torneo               | Categoría  | Superficie    | Ind/Out | Ronda |
| 1.  | 11 de septiembre de 2006 | Bucarest             | IS         | Tierra batida | Outdoor | R32   |
| 2.  | 22 de septiembre de 2006 | Copa Davis           | Copa Davis | Tierra batida | Outdoor | SF    |
| 3.  | 1 de enero de 2007       | Doha                 | IS         | Dura          | Outdoor | Q1    |
| 4.  | 15 de enero de 2007      | Abierto de Australia | GS         | Dura          | Outdoor | Q1    |
| 5.  | 12 de febrero de 2007    | Costa do Sauipe      | IS         | Tierra batida | Outdoor | Q2    |
| 6.  | 6 de abril de 2007       | Copa Davis           | Copa Davis | Tierra batida | Outdoor | 1r    |
| 7.  | 23 de abril de 2007      | Casablanca           | IS         | Tierra batida | Outdoor | Q1    |
| 8.  | 20 de mayo de 2007       | Pörtschach           | IS         | Tierra batida | Outdoor | R32   |
| 9.  | 28 de mayo de 2007       | Roland Garros        | GS         | Tierra Batida | Outdoor | Q2    |
| 10. | 30 de julio de 2007      | Sopot                | IS         | Tierra batida | Outdoor | Q1    |
| 11. | 10 de septiembre de 2007 | Bucarest             | IS         | Tierra batida | Outdoor | Q1    |
| 12. | 1 de octubre de 2007     | Metz                 | IS         | Dura          | Indoor  | Q2    |
| 13. | 22 de octubre de 2007    | San Petersburgo      | IS         | Carpeta       | Indoor  | Q2    |
| 14. | 31 de diciembre de 2007  | Adelaida             | IS         | Dura          | Outdoor | Q2    |
| 15. | 14 de enero de 2008      | Abierto de Australia | GS         | Dura          | Outdoor | Q3    |
| 16. | 11 de febrero de 2008    | Marsella             | IS         | Dura          | Indoor  | Q2    |
| 17. | 25 de mayo de 2008       | Roland Garros        | GS         | Tierra Batida | Outdoor | Q1    |
| 18. | 6 de octubre de 2008     | Moscú                | IS         | Dura          | Indoor  | Q2    |
| 19. | 20 de octubre de 2008    | San Petersburgo      | IS         | Carpeta       | Indoor  | Q2    |
| 20. | 19 de enero de 2009      | Abierto de Australia | GS         | Dura          | Outdoor | Q2    |
| 21. | 25 de octubre de 2009    | San Petersburgo      | IS         | Carpeta       | Indoor  | R16   |

### 2010
Este año supuso la integración total de Dolgopólov en el circuito ATP. Tras cambiar de entrenador, se separó de su padre y contrató a Jack Reader. Luego de esto, participó en el torneo de Brisbane, donde se clasificó después de vencer a Joseph Sirianni y a Kaden Hensel. En el cuadro principal venció en primera ronda a Bernard Tomic por doble 6-4, para luego caer en octavos de final contra Radek Štěpánek por 7-5, 6-7(4), 2-6.

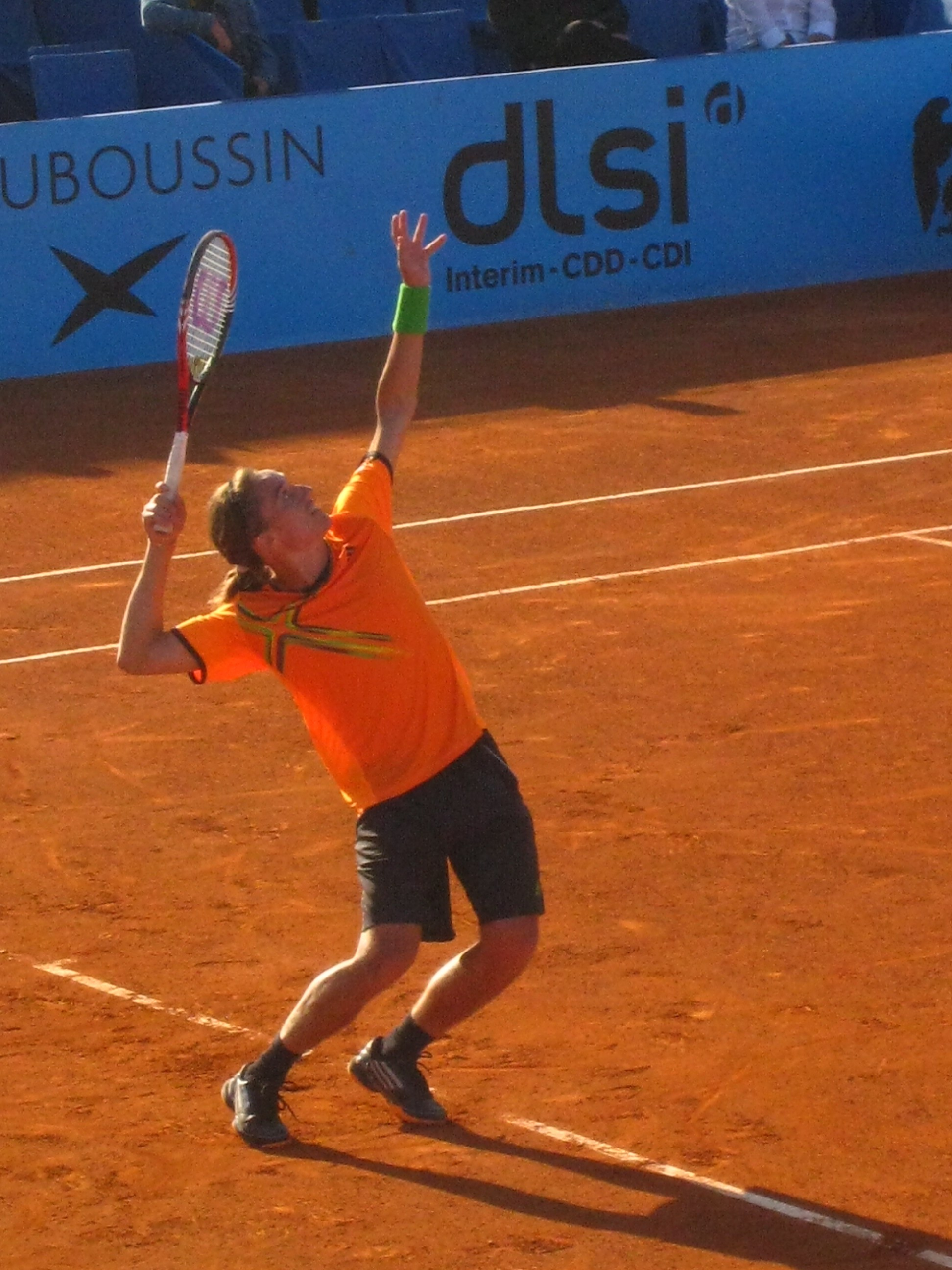
Dolgopólov al servicio en el torneo de Niza.

En el Abierto de Australia 2010 perdió en la ronda de clasificación con Simon Stadler por 2-6, 6-3, 6-8.
También disputaría el torneo de Johannesburgo, aunque caería en primera ronda ante Thiago Alves. A partir de ese torneo, Aleksandr disputaría una serie de challengers, todos en Marruecos, donde llegaría a tres finales, de las cuales ganaría una en Mequínez ante el portugués Rui Machado por 7-5, 6-2, y en las otras dos sería derrotado. Además, llegó a dos finales más en dobles, pero perdió las dos.
Volvería al circuito profesional en abril, en el torneo de Casablanca, en donde sería derrotado en primera ronda.
Clasificó al Masters de Montecarlo 2010 después de eliminar a Santiago Ventura y a Mischa Zverev, pero perdió con Julien Benneteau en primera ronda por 4-6, 5-7 y 2-6. Avanzó directamente al Masters de Madrid 2010, donde perdería en segunda ronda con el campeón final, Rafael Nadal, por 4-6 y 3-6. También intentó acceder al cuadro de Roma sin éxito, porque perdió en la ronda clasificatoria. También disputó los torneos de Barcelona, Múnich y Niza, en donde lo máximo que lograría sería los octavos de final en el torneo disputado en Francia.
En Roland Garros llegó a tercera ronda, donde perdió con Nicolás Almagro, después de haber eliminado al semifinalista de 2009, Fernando González por 6-3, 6-4, 6-3, sin duda una de las victorias más importante de su carrera.
Luego, empezó su recorrido por hierba en el Torneo de Eastbourne, donde llega hasta semifinales y perdió contra Michaël Llodra. Llegó a la segunda ronda en Wimbledon, donde pfue derrotado por Jo-Wilfried Tsonga por 4–6, 4–6, 7–6(5), 7–5 y 8–10.
Aún en julio, disputó el ATP500 Series de Hamburgo, en donde cayó en primera ronda. A continuación, jugó el torneo de Umag, en donde se despidió en octavos de final ante Juan Carlos Ferrero por 1-6, 2-6.
Ya en la gira de cemento de Estados Unidos, empezó su andanza en el Masters 1000 de Canadá, en Toronto, donde le ganaría a Philipp Petzschner por 1-6, 6-2, 7-6(4) y a Mijaíl Yuzhny por 1-6, 7-6(4), 7-5 y perdería en octavos de final ante Tomáš Berdych por 3-6, 7-6(5), 4-6. En el torneo de Cincinnati, perdería en primera ronda contra David Ferrer por 6-3, 3-6, 4-6.
Disputó después el torneo de New Haven, en donde derrotó a James Blake en primera ronda por 6-,6-2, pero perdió en la siguiente ronda contra Viktor Troicki. Para termina la gira americana, jugaría el US Open, donde volvería a caer contra David Ferrer en primera ronda por 2-6, 2-6, 3-6.
En la última parte de la temporada, perdió en los octavos de final de Kuala Lumpur. También jugó el torneo de Pekín, donde venció a Marcos Baghdatis por 6-4, 6-4, para perder finalmente contra Ivan Ljubičić por 3-6, 6-7(2). Disputó el Masters de Shanghái, donde cayó en segunda ronda ante Jeremy Chardy. Llegó a los cuartos de final en Moscú, en los que perdió contra Marcos Baghdatis por 2-6, 6-7(7). Repitió la misma instancia en San Petersburgo y disputó su último torneo del año en el ATP 500 Series de Basilea, en donde perdió en primera ronda ante el suizo Roger Federer. Poniendo fin a una temporada de grandes avances, finalizó en el puesto número 48 del ranking.

#### Torneos disputados
| N.º | Fecha                    | Torneo               | Categoría | Superficie    | Ind/Out | Ronda |
| 1.  | 3 de enero de 2010       | Brisbane             | M250      | Dura          | Outdoor | R16   |
| 2.  | 18 de enero de 2010      | Abierto de Australia | GS        | Dura          | Outdoor | Q1    |
| 3.  | 1 de febrero de 2010     | Johannesburgo        | M250      | Dura          | Outdoor | R32   |
| 4.  | 5 de abril de 2010       | Casablanca           | M250      | Tierra batida | Outdoor | R32   |
| 5.  | 11 de abril de 2010      | Monte Carlo          | M1000     | Tierra batida | Outdoor | R64   |
| 6.  | 19 de abril de 2010      | Barcelona            | M500      | Tierra batida | Outdoor | R64   |
| 7.  | 25 de abril de 2010      | Roma                 | M1000     | Tierra batida | Outdoor | Q2    |
| 8.  | 2 de mayo de 2010        | Múnich               | M250      | Tierra batida | Outdoor | R32   |
| 9.  | 9 de mayo de 2010        | Madrid               | M1000     | Tierra batida | Outdoor | R32   |
| 10. | 16 de mayo de 2010       | Niza                 | M250      | Tierra batida | Outdoor | R16   |
| 11. | 24 de mayo de 2010       | Roland Garros        | GS        | Tierra batida | Outdoor | R32   |
| 12. | 13 de junio de 2010      | Eastbourne           | M250      | Hierba        | Outdoor | SF    |
| 13. | 21 de junio de 2010      | Wimbledon            | GS        | Hierba        | Outdoor | R64   |
| 14. | 19 de julio de 2010      | Hamburgo             | M500      | Tierra batida | Outdoor | R32   |
| 15. | 26 de julio de 2010      | Umag                 | M250      | Tierra batida | Outdoor | CF    |
| 16. | 9 de agosto de 2010      | Toronto              | M1000     | Dura          | Outdoor | R16   |
| 17. | 15 de agosto de 2010     | Cincinnati           | M1000     | Dura          | Outdoor | R64   |
| 18. | 22 de agosto de 2010     | New Haven            | M250      | Dura          | Outdoor | R16   |
| 19. | 30 de agosto de 2010     | US Open              | GS        | Dura          | Outdoor | R128  |
| 20. | 27 de septiembre de 2010 | Kuala Lumpur         | M250      | Dura          | Indoor  | R16   |
| 21. | 4 de octubre de 2010     | Pekín                | M500      | Dura          | Outdoor | R16   |
| 22. | 10 de octubre de 2010    | Shanghái             | M1000     | Dura          | Outdoor | R32   |
| 23. | 18 de octubre de 2010    | Moscú                | M250      | Dura          | Indoor  | CF    |
| 24. | 25 de octubre de 2010    | San Petersburgo      | M250      | Dura          | Indoor  | CF    |
| 25. | 1 de noviembre de 2010   | Basilea              | M500      | Dura          | Indoor  | R32   |

### 2011
Dolgopólov empezó el año en Brisbane, Australia, venciendo a Ígor Andréiev en primera ronda por 6-4, 6-2. En la siguiente ronda, enfrentó a Andy Roddick, quien derrotaría a Alex por 4-6, 1-6.
Para prepararse mejor para el primer Grand Slam de la temporada, decidió anotarse en el Torneo de Sídney. En primera ronda venció a Bernard Tomic por 6-7(3), 6-1, 6-2, luego hizo lo propio contra Sam Querrey por 6-4, 6-3. Finalmente, perdería en cuartos de final ante el campeón final Gilles Simon por 4-6, 3-6.

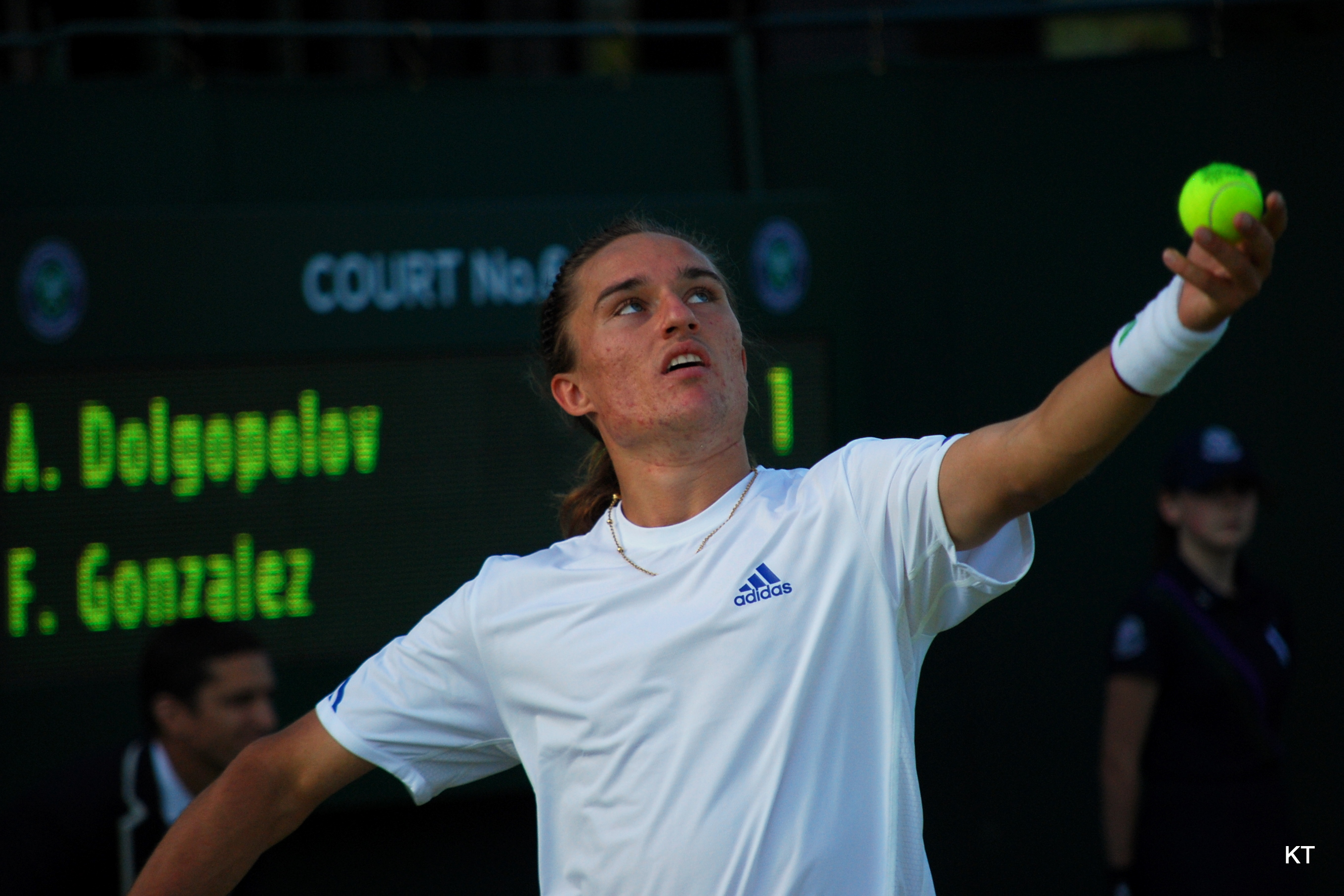
Dolgopólov en Wimbledon.

En el Abierto de Australia 2011 sin duda sería su mejor actuación en un torneo de Grand Slam, tras vencer a Mijaíl Kukushkin y a Benjamin Becker en las dos primeras rondas. A continuación vengaría su derrota del año pasado en Wimbledon ante Jo-Wilfried Tsonga al ganarle por 3–6, 6–3, 3–6, 6–1, 6–1, y también vencería al cuarto preclasificado Robin Söderling por 1–6, 6–3, 6–1, 4–6, 6–2, llegando a sus primeros cuartos de final de un Grand Slam, en los que fue vencido por Andy Murray por 5-7, 3-6, 7-6(3), 3-6.
Se presentó al Torneo de Costa do Sauipe, donde perdería con Nicolás Almagro en la final por 3-6, 6-7(3). En la semana siguiente se presentó en Buenos Aires y perdió en primera ronda al perder frente a José Acasuso 2-6 y 4-6. Jugó en dobles en el mismo torneo junto a Ígor Andréiev y llegaron a semifinales.
Para finalizar la gira latinoamericana de tierra batida, se presentó en Acapulco, México, donde debutó ante el chileno Paul Capdeville, a quien despacharía por 7-5, 6-2, para luego vencer en octavos de final a Carlos Berlocq por 6-4, 6-1. En cuartos de final, venció al suizo Stanislas Wawrinka por 6-4, 7-6(6), pero finalmente perdió en semifinales contra David Ferrer por 7-5 1-6 1-6.
En el Masters de Indian Wells, Dolgopólov venció en primera ronda al rumano Victor Hanescu por 6-4, 6-4, pero cayó en segunda ronda frente al argentino Juan Martín del Potro por 6-7(3), 3-6. Sin embargo, en el dobles se coronó campeón junto al belga Xavier Malisse al dejar en el camino a los primeros preclasificados Bob Bryan y Mike Bryan, a quienes vencieron por 7-5, 6-7(9), 10-7, y venciendo en la final a Roger Federer y Stanislas Wawrinka por 6-4 6-7(5) 10-7. Dolgopólov siguió adelante en el Masters de Miami, donde alcanzó la cuarta ronda al eliminar consecutivamente al italiano Andreas Seppi y al francés Jo-Wilfried Tsonga. Entonces, cayó ante el número uno del mundo Rafael Nadal por 1-6 2-6.
Dolgopólov tuvo un inicio decepcionante en la temporada de tierra batida, pues obtuvo cuatro derrotas consecutivas en primeras rondas. Fue derrotado en el Masters de Montecarlo a manos de Ernests Gulbis por 1-6, 4-6, y luego perdió contra Nikolái Davydenko en el Barcelona por 4-6, 6-7 y Santiago Giraldo lo derrotó en el Masters de Madrid por 6-1, 7-5. Su cuarta derrota consecutiva en tierra batida se llevó a cabo en el Masters de Roma, tras ser eliminado con un marcador de 6-3, 6-3 por el italiano Potito Starace. Aun así, el 18 de abril de 2011, Dolgopólov obtuvo su ranking más alto hasta el momento, al alcanzar el puesto número 20 del mundo. 
Dolgopólov logró recuperar algo de su buena forma que tenía a principios de este año en tierra batida en el Torneo de Niza, antes de comenzar Roland Garros. Venció a Filippo Volandri en la primera ronda por 7-5, 6-3. Luego, consiguió una victoria sobre el español Pere Riba por 7-6(5), 7-6(5) para llegar a los cuartos de final. En esa instancia, Dolgopólov dominó al cabeza de serie número 1 David Ferrer por 6-4 1-6 7-5. En las semifinales, perdió ante Víctor Hanescu, de Rumanía, por 3-6, 3-6.
En el segundo Grand Slam de la temporada, Roland Garros, se enfrentó en la primera ronda a Rainer Schüttler de Alemania, a quien derrotó por 6-3, 6-3, 6-1. En la segunda ronda, dominó al austriaco Andreas Haider-Maurer por 6-2, 6-4, 6-2. En la tercera ronda, se enfrentó a Viktor Troicki, quien finalmente ganó a Dolgopólov por 4-6, 6-3, 3-6, 4-6. En dobles, junto con el belga Xavier Malisse, eliminaron en la primera ronda a la pareja número 12 mundial, Mark Knowles y Michal Mertinak, por 6-2, 7-6(3); pero fueron eliminados en la segunda ronda por Dustin Brown y Michael Kohlmann por 6-3, 3-6, 6-7(5).
Comenzó la temporada sobre hierba en Halle como el cabeza de serie número 7 del torneo. Eliminó a Robin Haase en primera ronda con un marcador de 6-7(4), 6-4, 6-4. En la segunda ronda, no pudo con el alemán Philipp Kohlschreiber, contra quien sucumbió por 3-6, 6-7(5). En dobles con Ivan Dodig, perdieron en primera ronda frente a Rohan Bopanna y Aisam-Ul-Haq Qureshi por 4-6 5-7. También participó en el Torneo de Eastbourne, donde caería frente a Carlos Berlocq en la primera ronda por 5-7 2-6. En Wimbledon, fue eliminado en la primera ronda por Fernando González por 3-6 7-6(6) 6-7(3) 4-6.
Luego jugó en el Torneo de Hamburgo a partir de la segunda ronda. Allí perdió ante Jarkko Nieminen por 3-6, 6-1 y 4-6. A la semana siguiente jugó en Umag a partir de la segunda ronda. En esta ronda derrotó a Filippo Volandri por 6-1 y 6-2. Ya en cuartos de final le ganó a Albert Ramos por 6-3 y 7-5. En semifinales venció al exnúmero 1 del mundo Juan Carlos Ferrero por un doble 6-4. Y finalmente llegó a la final sin perder un set. Allí se cruzó con el local Marin Čilić, a quien venció por 6-4, 3-6 y 6-3. Así se coronó por primera vez campeón de un torneo ATP.
Más tarde, en el Masters de Canadá, venció en primera ronda a Erik Chvojka por 6-3, 5-7 y 6-4. Pero en segunda ronda perdió ante Tomáš Berdych por 6-4, 2-6 y 3-6. A la semana siguiente en Cincinnati perdió tempranamente en primera ronda ante el francés Richard Gasquet por 1-6 y 6-7. Luego, en el Torneo de Winston-Salem comenzó en la segunda ronda derrotando a Carlos Berlocq por un doble 6-4. En tercera ronda venció a Grigor Dimitrov por 6-1, 1-6 y 7-6. Y en cuartos de final perdió ante el holandés Robin Haase por un doble 4-6. Ya en el último Grand Slam del año, el Abierto de Estados Unidos, venció en primera ronda al portugués Frederico Gil por 6-4, 6-2 y 7-5. En segunda ronda le ganó a Flavio Cipolla por 6-0, 7-5, 2-6, 5-7 y 6-4. En tercera ronda venció al gran sacador Ivo Karlović por 6-7, 6-2, 6-4 y 6-4. En cuarta ronda se enfrentaría ante el n.º 1 del mundo, Novak Djokovic, pero tras un primer set con un agónico tie-break de 14-16 perdió por 6-7, 4-6 y 2-6. Luego jugó en Metz a partir de la segunda ronda. Allí venció a Marcos Baghdatis por 6-7, 7-5 y 6-3. En cuartos de final le ganó a Xavier Malisse por 6-3, 1-0 y retiro del belga. Finalmente en semifinales, Dolgopólov perdió ante el preclasificado n.º 1 Jo-Wilfried Tsonga por un doble 4-6 (Tsonga luego ganaría el torneo).
Comenzó su gira asiática jugando el Torneo de Beijing. Perdió sorpresivamente en primera ronda ante el italiano Flavio Cipolla por 1-6, 6-1 y 0-6. A la semana siguiente jugó el Masters de Shanghái. En primera ronda le ganó a Lukasz Kubot por 6-4 y 7-6. Luego en segunda ronda, venció a Albert Ramos por 5-7, 6-3 y 6-2. En tercera ronda le ganó al australiano Bernard Tomic por 5-7, 6-1 y 6-0. Sin embargo, finalmente perdió ante la sorpresa del torneo, Kei Nishikori, por 4-6 y 3-6.
Más tarde, en Moscú jugó a partir de la segunda ronda y perdió raramente ante Jeremy Chardy por 3-6 y 6-7. A la semana siguiente, jugó en San Petersburgo como preclasificado n.º 3 y perdió en primera ronda ante el israelí Dudi Sela por un doble 6-2.
Para cerrar su temporada, disputaría el Torneo de Valencia donde no pudo pasar de la primera ronda, cayendo ante el que a la postre sería el campeón del torneo, el español Marcel Granollers y con una tercera ronda en el Masters de París venciendo al alemán Philipp Kohlschreiber por 6-3, 7-6 y cayendo ante David Ferrer por parciales de 3-6 y 2-6. Acabó el ranking en la posición número 15, confirmándose su gran talento.

#### Torneos disputados
| N.º | Fecha                    | Torneo                        | Categoría | Superficie    | Ind/Out | Ronda |
| 1.  | 2 de enero de 2011       | Brisbane                      | M250      | Dura          | Outdoor | R16   |
| 2.  | 10 de enero de 2011      | Sídney                        | M250      | Dura          | Outdoor | CF    |
| 3.  | 17 de enero de 2011      | Abierto de Australia          | GS        | Dura          | Outdoor | CF    |
| 4.  | 7 de febrero de 2011     | Costa do Sauipe               | M250      | Tierra batida | Outdoor | F     |
| 5.  | 14 de febrero de 2011    | Buenos Aires                  | M250      | Tierra batida | Outdoor | R32   |
| 6.  | 21 de febrero de 2011    | Acapulco                      | M500      | Tierra batida | Outdoor | SF    |
| 7.  | 7 de marzo de 2011       | Indian Wells                  | M1000     | Dura          | Outdoor | R32   |
| 8.  | 21 de marzo de 2011      | Miami                         | M1000     | Dura          | Outdoor | R16   |
| 9.  | 10 de abril de 2011      | Monte Carlo                   | M1000     | Tierra batida | Outdoor | R64   |
| 10. | 18 de abril de 2011      | Barcelona                     | M500      | Tierra batida | Outdoor | R64   |
| 11. | 1 de mayo de 2011        | Madrid                        | M1000     | Tierra batida | Outdoor | R64   |
| 12. | 8 de mayo de 2011        | Roma                          | M1000     | Tierra batida | Outdoor | R64   |
| 13. | 15 de mayo de 2011       | Niza                          | M250      | Tierra batida | Outdoor | SF    |
| 14. | 22 de mayo de 2011       | Roland Garros                 | GS        | Tierra batida | Outdoor | R32   |
| 15. | 6 de junio de 2011       | Halle                         | M250      | Hierba        | Outdoor | R16   |
| 16. | 12 de junio de 2011      | Eastbourne                    | M250      | Hierba        | Outdoor | R32   |
| 17. | 20 de junio de 2011      | Wimbledon                     | GS        | Hierba        | Outdoor | R128  |
| 18. | 18 de julio de 2011      | Hamburgo                      | M500      | Tierra batida | Outdoor | R32   |
| 19. | 25 de julio de 2011      | Umag                          | M250      | Tierra batida | Outdoor | G     |
| 19. | 8 de agosto de 2011      | Montreal                      | M1000     | Dura          | Outdoor | R32   |
| 20. | 14 de agosto de 2011     | Cincinnati                    | M1000     | Dura          | Outdoor | R64   |
| 21. | 21 de agosto de 2011     | Winston Salem                 | M250      | Dura          | Outdoor | CF    |
| 22. | 29 de agosto de 2011     | Abierto de los Estados Unidos | GS        | Dura          | Outdoor | R16   |
| 22. | 19 de septiembre de 2011 | Metz                          | M250      | Dura          | Indoor  | SF    |
| 23. | 3 de octubre de 2011     | Pekín                         | M500      | Dura          | Outdoor | R32   |
| 24. | 9 de octubre de 2011     | Shanghái                      | M1000     | Dura          | Outdoor | CF    |
| 25. | 17 de octubre de 2011    | Moscú                         | M250      | Dura          | Indoor  | R16   |
| 25. | 24 de octubre de 2011    | San Petersburgo               | M250      | Dura          | Indoor  | R32   |
| 26. | 31 de octubre de 2011    | Valencia                      | M500      | Dura          | Indoor  | R32   |
| 27. | 7 de noviembre de 2011   | París                         | M1000     | Dura          | Indoor  | R16   |

### 2012
Dolgopólov comenzó la temporada disputando el Torneo de Brisbane. Venció en primera ronda a Alejandro Falla por 7-6(3), 6-2, en segunda ronda derrotó con dificultades a Ígor Andréiev por 6-7(3), 7-6(9), 6-2, ya en cuartos de final derrotaría a Radek Štěpánek por 4-6, 6-3, 6-3. En semifinales derrota al número 12 del ranking, Gilles Simon por 6-3, 6-4, para colarse en su primera final del año, donde perdió frente a Andy Murray por 1-6, 3-6. Tras esto ascendió a 16 de enero de 2012 a su puesto más alto, el número 13 del ranking. Luego disputó el Abierto de Australia donde no destacó tanto como en el año anterior. En primera ronda sufrió para derrotar al local Greg Jones por 1-6, 4-6, 6-1, 6-1, 6-2, lo mismo le pasó en segunda ronda ante Tobias Kamke al que derrotó por 4-6, 6-1, 6-1, 3-6, 8-6, finalmente cayendo en tercera ronda ante Bernard Tomic por 6-4, 6-7(0), 6-7(6), 6-2, 3-6.
Posteriormente, ya en febrero disputó el Torneo de Róterdam, donde cayó en primera ronda ante Lukasz Kubot por 7-6(4), 4-6, 2-6. Luego se unió al Torneo de Marsella. En primera ronda derrotó a Lukáš Rosol por 2-6, 7-6(1), 6-3, para caer en la segunda tanda ante Michael Llodra por 4-6, 7-5, 6-7(5). Luego jugó el Torneo de Dubái, donde fue derrotado en primera ronda por Juan Martín del Potro en parciales de 3-6, 6-7(5).
Luego viajó a Norteamérica para disputar los primeros ATP World Tour Masters 1000. En el de Indian Wells, pasó directamente la primera ronda al ser cabeza de serie, ganó en segunda ronda al belga Steve Darcis por un ajustado 6-7(13), 6-3, 7-5, en tercera ronda se deshizo de Marcos Baghdatis por 6-4, 5-7, 6-4, cayendo en cuarta ronda ante el número 2 del mundo, Rafael Nadal por 3-2 y 2-6. Luego jugó el Masters de Miami, en segunda ronda venció a Antonio Veic por 6-4, 7-5, para caer en tercera ronda ante el serbio Janko Tipsarević por parciales de 4-6, 7-5, 2-6.
Tras esto, dio paso a su temporada de polvo de ladrillo, que comenzó en el Torneo de Casablanca, donde fue sorprendido en segunda ronda por el italiano Flavio Cipolla que le derrotó por un contundente 4-6, 1-6. Luego disputó los tres ATP World Tour Masters 1000 anteriores a Roland Garros. En el de Montecarlo derrotó en primera ronda sin problemas a Juan Ignacio Chela por un doble 6-2, en segunda ronda le costó derrotar a Bernard Tomic al que ganó por parciales de 6-2, 5-7, 6-1. En tercera ronda le esperaba el número 1 del ranking, Novak Djokovic que le ganó por 6-2, 1-6, 4-6. Tuvo un gran papel en el Masters de Madrid sobre la tierra azul. En primera ronda derrotó a Pablo Andújar por 7-6(5), 6-4, en segunda ronda pudo con Andreas Seppi tras tres intensos sets, ganando por 6-7(5), 7-6(5), 6-3, en tercera ronda dio la sorpresa al vencer al número 5 del ranking Jo-Wilfried Tsonga por 7-5, 3-6, 7-6(2), para sucumbir en cuartos de final ante Juan Martín del Potro por 3-6, 4-6. Cerró su preparación para Roland Garros diputando el Masters de Roma, donde fue superado en primera ronda por el español Fernando Verdasco por 0-6 y retiro de Alex.
En el segundo Grand Slam de la temporada, Roland Garros fue sorprendido por su compatriota Sergiy Stajovsky quien le ganó por un muy apretado 7-6(4), 4-6, 6-7(4), 6-3, 3-6.
Comenzó un año más su temporada de césped en Halle.

### 2013
Esta no fue una muy buena temporada para el jugador ya que los logros anteriores como subidas en el ranking y títulos se vieron empañadas por no lograr ningún título ni final en los torneos para la temporada 2013, aparte de terminar el año como n.°57.

### 2014
Logra final en Río de Janeiro cayendo ante el rey de la arcilla, Rafael Nadal.
En el torneo master de Indian Wells logra su mejor presentación hasta el momento en un torneo grande como este, batiendo al n.°1 y campeón defensor Rafael Nadal en tercera ronda luego a Fabio Fognini en cuarta ronda y en cuartos de final a Milos Raonic para enfrentarse en semifinales a Roger Federer donde cae por 6/3 y 6/1.
En el master de Miami logra buenos resultados batiendo en cuarta ronda al ganador del abierto de Australia 2014, stanislas wawrinka por 6/4 3/6 6/1. Con esto logra avanzar a cuartos de final para enfrentarse con Tomáš Berdych.

## Clasificación histórica en individuales
| Torneos            | 2006         | 2007         | 2008        | 2009         | 2010         | 2011         | 2012  | 2013         | 2014         | 2015         | 2016  | 2017  | 2018  | Títulos | G-P     |
| ------------------ | ------------ | ------------ | ----------- | ------------ | ------------ | ------------ | ----- | ------------ | ------------ | ------------ | ----- | ----- | ----- | ------- | ------- |
| Grand Slams        |              |              |             |              |              |              |       |              |              |              |       |       |       |         |         |
| Australian Open    | A            | Q1           | Q3          | Q2           | Q1           | CF           | 3R    | 1R           | 2R           | 1R           | 2R    | 2R    | 3R    | 0 / 0   | 9-7     |
| Roland Garros      | A            | Q2           | Q1          | A            | 3R           | 3R           | 3R    | 2R           | 2R           | 2R           | A     | 2R    | A     | 0 / 0   | 6-7     |
| Wimbledon          | A            | A            | A           | A            | 2R           | 1R           | 2R    | 3R           | 3R           | 2R           | 2R    | 1R    | A     | 0 / 0   | 8-8     |
| US Open            | A            | A            | A           | A            | 1R           | 4R           | 1R    | 1R           | A            | 1R           | 1R    | 4R    | A     | 0 / 0   | 9-7     |
| Títulos            | 0 / 0        | 0 / 0        | 0 / 0       | 0 / 0        | 0 / 0        | 0 / 0        | 0 / 0 | 0 / 0        | 0 / 0        | 0 / 0        | 0 / 0 | 0 / 0 | 0 / 0 | 0 / 0   | –       |
| G-P                | 0–0          | 0–0          | 0–0         | 0–0          | 3–3          | 9-4          | 5-4   | 3-4          | 4-3          | 1-4          | 2-3   | 5-4   | 2-1   | –       | 32–29   |
| Copa Davis         |              |              |             |              |              |              |       |              |              |              |       |       |       |         |         |
| Copa Davis         | P            | P            | A           | A            | A            | A            | A     | P            | A            | A            | P     | A     |       | 0 / 0   | 4–1     |
| Juegos Olímpicos   |              |              |             |              |              |              |       |              |              |              |       |       |       |         |         |
| Juegos Olímpicos   | No Celebrado | No Celebrado | A           | No Celebrado | No Celebrado | No Celebrado | A     | No Celebrado | No Celebrado | No Celebrado | A     | NC    |       | 0 / 0   | 0 / 0   |
| ATP Masters 1000   |              |              |             |              |              |              |       |              |              |              |       |       |       |         |         |
| Indian Wells       | A            | A            | A           | A            | A            | 3R           | 4R    | 2R           | SF           | 3R           | 3R    | 2R    |       | 0 / 7   | 11-7    |
| Miami              | A            | A            | A           | A            | A            | 4R           | 3R    | 3R           | CF           | 4R           | 3R    | 1R    |       | 0 / 6   | 11–7    |
| Monte Carlo        | A            | A            | A           | A            | 1R           | 1R           | 3R    | 2R           | 2R           | 2R           | A     | A     |       | 0 / 6   | 5–6     |
| Roma               | A            | A            | A           | A            | Q2           | 1R           | 1R    | 3R           | 1R           | 2R           | 1R    | 1R    |       | 0 / 7   | 2–7     |
| Madrid             | A            | A            | A           | A            | 2R           | 1R           | CF    | 1R           | 2R           | A            | 2R    | A     |       | 0 / 6   | 6-6     |
| Canadá             | A            | A            | A           | A            | 3R           | 2R           | 1R    | 2R           | A            | 1R           | 1R    | A     |       | 0 / 6   | 4–6     |
| Cincinnati         | A            | A            | A           | A            | 1R           | 1R           | 1R    | 1R           | A            | SF           | 1R    | 1R    |       | 0 / 7   | 4-7     |
| Shanghái           | Masters Cup  | Masters Cup  | Masters Cup | A            | 2R           | CF           | 3R    | 2R           | 1R           | 1R           | A     | 3R    |       | 0 / 7   | 9–7     |
| París              | A            | A            | A           | A            | A            | 3R           | 1R    | 1R           | 1R           | 2R           | A     | A     |       | 0 / 5   | 2–5     |
| Títulos            | 0 / 0        | 0 / 0        | 0 / 0       | 0 / 0        | 0 / 0        | 0 / 0        | 0 / 0 | 0 / 0        | 0 / 0        | 0 / 0        | 0 / 0 | 0 / 0 |       | 0 / 0   | –       |
| G-P                | 0–0          | 0–0          | 0–0         | 0–0          | 4–5          | 8-9          | 10-9  | 5-9          | 9-7          | 11-8         | 3-6   | 4-5   |       | 0 / 57  | 54-58   |
| Estadísticas       |              |              |             |              |              |              |       |              |              |              |       |       |       |         |         |
| Torneos disputados | 1            | 0            | 0           | 1            | 23           | 30           | 26    | 26           | 22           | 26           | 18    |       |       | –       | 158     |
| Títulos            | 0            | 0            | 0           | 0            | 0            | 1            | 1     | 0            | 0            | 0            | 0     | 1     |       | –       | 3       |
| Finales            | 0            | 0            | 0           | 0            | 0            | 2            | 3     | 0            | 1            | 0            | 0     | 3     |       | –       | 6       |
| Cemento G-P        | 0–0          | 0–0          | 0–0         | 1–1          | 11–12        | 22–16        | 26–17 | 17–16        | 14–11        | 17–18        | 10–11 | 19-14 |       | 1 / 3   | 137–116 |
| Hierba G-P         | 0–0          | 0–0          | 0–0         | 0–0          | 4–2          | 1-3          | 1–2   | 3–3          | 4–1          | 6–4          | 3–2   | 1-2   |       | 0 / 0   | 23–19   |
| Tierra Batida G-P  | 0–2          | 0–2          | 0–0         | 0–0          | 6–9          | 15–10        | 7–6   | 4–8          | 9–9          | 3–4          | 5–5   | 13-9  |       | 2 / 3   | 62–64   |
| Todas G-P          | 0-0          | 0–2          | 0–2         | 1–1          | 22–23        | 38–29        | 34–25 | 24–27        | 27–21        | 26–26        | 18-18 | 33-25 |       | / 0     | 218-197 |

## Títulos ATP (4; 3+1)

### Individual (3)
| Leyenda                       |
| Grand Slam (0)                |
| ATP World Tour Finals (0)     |
| Juegos Olímpicos (0)          |
| ATP Masters 1000 (0)          |
| ATP World Tour 500 Series (1) |
| ATP World Tour 250 Series (2) |

| N.º | Fecha                 | Torneo       | Superficie    | Oponente en la final | Resultado        |
| --- | --------------------- | ------------ | ------------- | -------------------- | ---------------- |
| 1.  | 31 de julio de 2011   | Umag         | Tierra batida | Marin Čilić          | 6-4, 3-6, 6-3    |
| 2.  | 5 de agosto de 2012   | Washington   | Dura          | Tommy Haas           | 6-7(7), 6-4, 6-1 |
| 3.  | 19 de febrero de 2017 | Buenos Aires | Tierra batida | Kei Nishikori        | 7-6(4), 6-4      |

#### Finalista (6)
| N.º | Fecha                 | Torneo          | Superficie    | Oponente en la final | Resultado        |
| --- | --------------------- | --------------- | ------------- | -------------------- | ---------------- |
| 1.  | 12 de febrero de 2011 | Costa do Sauipe | Tierra batida | Nicolás Almagro      | 3-6, 6-7(3)      |
| 2.  | 8 de enero de 2012    | Brisbane        | Dura          | Andy Murray          | 1-6, 3-6         |
| 3.  | 28 de octubre de 2012 | Valencia        | Dura (i)      | David Ferrer         | 1-6, 6-3, 4-6    |
| 4.  | 23 de febrero de 2014 | Río de Janeiro  | Tierra batida | Rafael Nadal         | 3-6, 6-7(3)      |
| 5.  | 23 de julio de 2017   | Bastad          | Tierra batida | David Ferrer         | 4-6, 4-6         |
| 6.  | 1 de octubre de 2017  | Shenzhen        | Dura          | David Goffin         | 4-6, 7-6(5), 3-6 |

### Dobles (1)
| Leyenda                                                       |
| Grand Slam (0)                                                |
| ATP World Tour Finals (0)                                     |
| Juegos Olímpicos (0)                                          |
| ATP Masters 1000 (1)                                          |
| ATP International Series Gold / ATP World Tour 500 Series (0) |
| ATP International Series / ATP World Tour 250 Series (0)      |

| N.º | Fecha               | Torneo       | Superficie | Pareja         | OponenteS en la final            | Resultado           |
| --- | ------------------- | ------------ | ---------- | -------------- | -------------------------------- | ------------------- |
| 1.  | 19 de marzo de 2011 | Indian Wells | Dura       | Xavier Malisse | Roger Federer Stanislas Wawrinka | 6-4, 6-7(5), [10-7] |

#### Finalista (1)
| N.º | Fecha               | Torneo   | Superficie | Pareja        | OponenteS en la final   | Resultado   |
| --- | ------------------- | -------- | ---------- | ------------- | ----------------------- | ----------- |
| 1.  | 11 de enero de 2015 | Brisbane | Dura       | Kei Nishikori | Jamie Murray John Peers | 3-6, 6-7(4) |